# Proscopia septentrionalis
Proscopia septentrionalis är en insektsart som först beskrevs av Bruner, L. 1905.  Proscopia septentrionalis ingår i släktet Proscopia och familjen Proscopiidae. Inga underarter finns listade i Catalogue of Life.